# 1. Division (Luxemburg) 1931/32
Die 1. Division 1931/32 war die 22. Spielzeit der höchsten luxemburgischen Fußballliga.
Am Saisonende standen zwei Mannschaften punktgleich an der Tabellenspitze. Ein Entscheidungsspiel musste über die Meisterschaft entscheiden. Titelverteidiger Red Boys Differdingen gewann zum fünften Mal den Titel.
Der Tabellenletzte stieg direkt ab, der Sechste und Siebte spielten in einem Relegationsspiel den zweiten Absteiger aus.

## Abschlusstabelle
| Pl. | Verein                       | Sp. | S  | U | N | Tore    | Quote | Punkte |
| --- | ---------------------------- | --- | -- | - | - | ------- | ----- | ------ |
| 1.  | Red Boys Differdingen (M, P) | 14  | 9  | 3 | 2 | 039:190 | 2,05  | 21:70  |
| 2.  | Progrès Niederkorn           | 14  | 10 | 1 | 3 | 034:220 | 1,55  | 21:70  |
| 3.  | Spora Luxemburg              | 14  | 5  | 4 | 5 | 042:330 | 1,27  | 14:14  |
| 4.  | Union Luxemburg              | 14  | 6  | 2 | 6 | 031:340 | 0,91  | 14:14  |
| 5.  | The National Schifflingen    | 14  | 5  | 3 | 6 | 030:320 | 0,94  | 13:15  |
| 6.  | CS Fola Esch                 | 14  | 4  | 3 | 7 | 025:280 | 0,89  | 11:17  |
| 7.  | US Düdelingen (N)            | 14  | 4  | 3 | 7 | 028:330 | 0,85  | 11:17  |
| 8.  | FC Aris Bonneweg (N)         | 14  | 2  | 3 | 9 | 019:470 | 0,40  | 07:21  |

| (M) | amtierender Meister             |
| (P) | amtierender Pokalsieger         |
| (N) | Neuaufsteiger aus der Promotion |

### Kreuztabelle
| 1931/32                   | Red Boys Differdingen | Progrès Niederkorn | Spora Luxemburg | Union Luxemburg | TNS | Fola Esch | US Düdelingen | ARI |
| ------------------------- | --------------------- | ------------------ | --------------- | --------------- | --- | --------- | ------------- | --- |
| Red Boys Differdingen     |                       | 6:1                | 2:1             | 5:0             | 4:2 | 2:0       | 1:0           | 7:1 |
| Progrès Niederkorn        | 4:1                   |                    | 4:2             | 1:3             | 1:3 | 3:0       | 3:0           | 1:0 |
| Spora Luxemburg           | 3:3                   | 2:4                |                 | 3:1             | 3:1 | 4:4       | 2:2           | 7:0 |
| Union Luxemburg           | 2:1                   | 1:2                | 2:5             |                 | 2:3 | 2:1       | 1:1           | 4:3 |
| The National Schifflingen | 1:2                   | 1:2                | 5:2             | 2:2             |     | 2:1       | 1:3           | 1:1 |
| CS Fola Esch              | 1:1                   | 0:3                | 2:1             | 3:4             | 1:1 |           | 5:1           | 1:2 |
| US Düdelingen             | 2:3                   | 1:3                | 2:2             | 0:4             | 6:2 | 2:4       |               | 3:0 |
| FC Aris Bonneweg          | 1:1                   | 2:2                | 1:5             | 4:3             | 2:5 | 0:2       | 2:5           |     |

## Play-off-Finale
|                       | Ergebnis |                    |
| --------------------- | -------- | ------------------ |
| Red Boys Differdingen | 4:1      | Progrès Niederkorn |

## Relegationsspiel
|              | Ergebnis |               |
| ------------ | -------- | ------------- |
| CS Fola Esch | 5:1      | US Düdelingen |